# Theridion viridanum
Theridion viridanum là một loài nhện trong họ Theridiidae.
Loài này thuộc chi Theridion. Theridion viridanum được Arthur T. Urquhart. miêu tả năm 1887.